# Sami Outalbali
Sami Outalbali é um ator francês, nascido em 19 de março de 1999 em Poissy. Ele é mais conhecido por seu papel nas séries Sex Education. Ele ganhou o Valois de Melhor Ator no Festival de Cinema Francófono de Angoulême por Une histoire d'amour et de désir (2021).